# 破壊消火

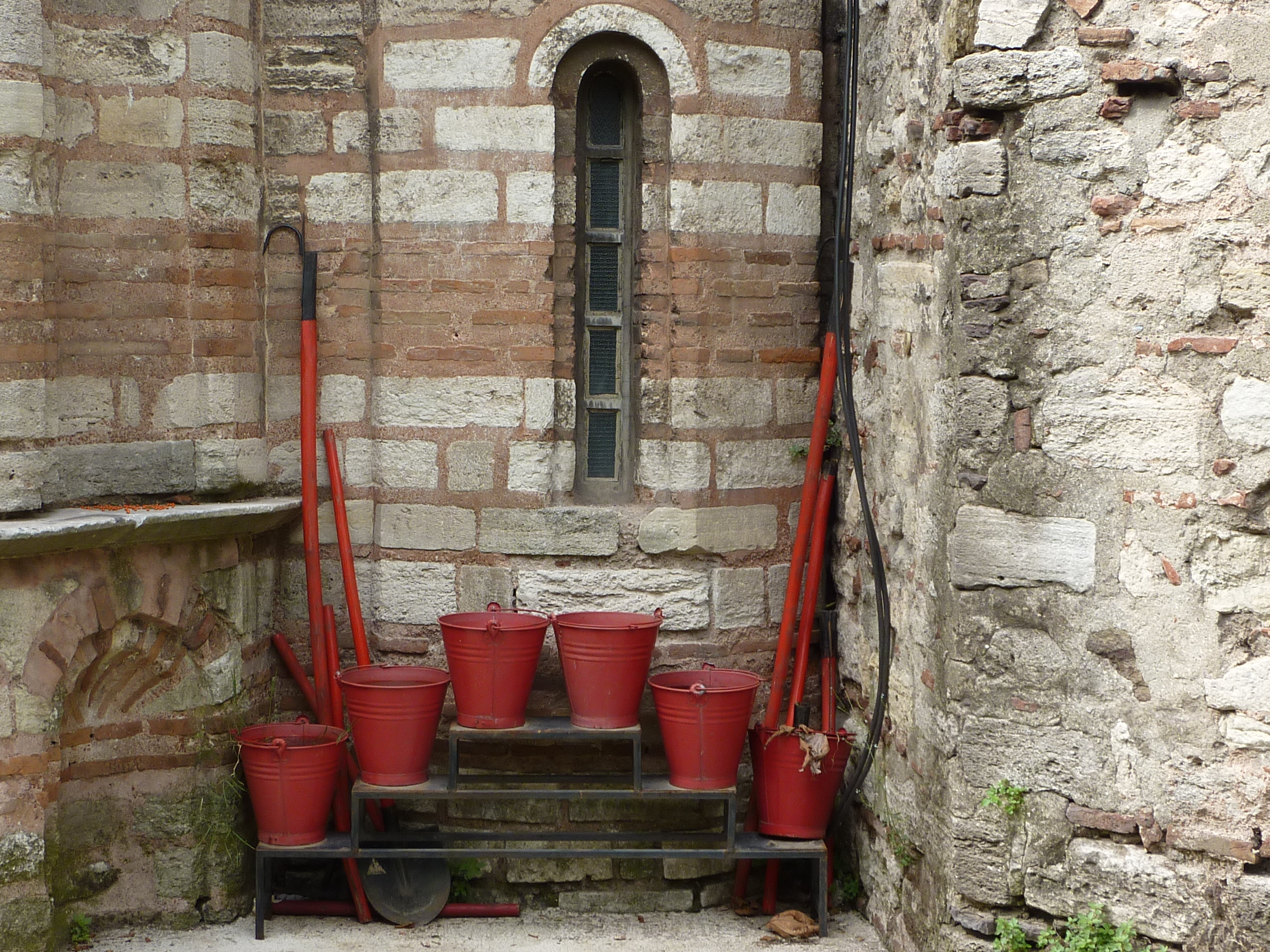
日本の破壊消火で使われた鳶口に相当するヨーロッパで使用されたSturmhaken。画像はイスタンブール、テオトコス・パンマカリストス教会に展示されている鉤付きの棒

破壊消火（はかいしょうか）とは、火災の折、現場の周囲の建物や構造物などを破壊して取り払うことで延焼を防ぎ、消火につなげる方法。破壊消防、除去消火法とも言われる。
建設機械（建設ロボット）を改良したレスキューロボットの開発、消防組織への導入も進む。

## 概要
日本の江戸時代の火消しの消火活動のように、可燃性の建物や構造物を破壊して取り払い、燃える物をなくすことで延焼を防ぎ、最終的に消火する。
江戸時代以前のように、消防用設備や水道、消防網などが十分に発達していない時代では、水だけで火を消すことが不可能な場合が多かった。このため、火災が発生した折は延焼を防ぐために火の近くや風下のまだ火が及んでいない建物などを壊して取り払い、火元との間に十分な空間を作ることで延焼を防ぐ方法を取っていた。特に江戸市中は度重なる大火により、庶民が暮らす長屋などは、家主側が火災の発生を前提に建築しており、柱の太さが2寸（約6 cm）しかない安普請が多く、引き倒しが容易であったという。そのような建物の存在が、破壊消火を延焼防止に有効な手段にさせていたものと考えられている。
現在でも消火活動において延焼を防いだり、進入路の確保や煙や火の制御のために建物やその一部を破壊することがある。また、山焼き・野焼きなどでは、燃やす範囲の周辺にある木や草をあらかじめ刈り取っておき、延焼を防いでいる。
現代では、1947年（昭和22年）の下関市大火、1976年（昭和51年）の酒田大火、1993年（平成5年）の北海道南西沖地震、1995年（平成7年）の阪神・淡路大震災で行われている。
主に地元の消防隊が破壊を担うが、第二次世界大戦以前の日本では、付近に駐留する陸軍の部隊が出動して破壊消火を行った事例が残る。